# 大間郵便局
大間郵便局（おおまゆうびんきょく）は、青森県下北郡大間町にある郵便局。民営化前の分類では集配特定郵便局で、本州最北端に位置する郵便局である。

## 概要
住所：〒039-4699 青森県下北郡大間町大字大間字大間52

## 沿革
- 1872年（明治5年） - 大間郵便取扱所として開局[1]。
- 1886年（明治19年）5月29日 - 大間郵便局に改称[1]。
- 1894年（明治27年）1月1日 - 為替・貯金業務開始[1]。
- 1895年（明治28年）1月1日 - 外国為替取扱開始[1]。
- 1896年（明治29年）
  - 1月1日 - 振替貯金取扱開始[1]。
  - 11月6日 - 大間電信郵便局に改称、同日から電信内外欧文取扱開始[1]。
- 1903年（明治36年）4月1日 - 大間郵便局に再改称[1]。
- 1906年（明治39年）12月 - 年賀郵便取扱開始[1]。
- 1910年（明治43年）4月1日 - 年金恩給取扱開始[1]。
- 1912年（明治45年）
  - 1月1日 - 府県税取扱開始[1]。
  - 5月26日 - 債権元利支払取扱開始[1]。
- 1915年（大正4年）3月1日 - 国庫金取扱開始[1]。
- 1916年（大正5年）10月1日 - 簡易保険取扱開始（簡易生命保険法交付による）[1]。
- 1922年（大正11年）1月1日 - 外国郵便取扱開始[1]。
- 1926年（大正15年）10月1日 - 郵便年金取扱開始[1]。
- 1929年（昭和4年）4月1日 - 航空郵便取開始[1]。
- 1931年（昭和6年）10月1日 - 小児保険取扱開始[1]。
- 1934年（昭和9年）1月30日 - 電話交換事務取扱開始 [1]。
- 1935年（昭和10年）12月 - 年賀郵便発売開始[1]。
- 1937年（昭和12年）8月16日 - 速達郵便取扱開始[1]。
- 1966年（昭和41年）11月 - 字大間52番地に局舎新築[1]。
- 1974年（昭和49年）10月 - 電話交換業務が、大間字下手道6番1号に開局した大間電報電話局に移管し、自動化[2]。
- 1993年（平成5年）12月6日 - 局舎新築[1]。
- 2007年（平成19年）3月5日 - ゆうゆう窓口（郵便時間外窓口）を廃止し、配達センター局に移行。
- 2007年（平成19年）10月1日 - 民営化に伴い、併設された郵便事業むつ支店大間集配センターに一部業務を移管。
- 2012年（平成24年）10月1日 - 日本郵便株式会社の発足に伴い、郵便事業むつ支店大間集配センターを大間郵便局に統合。

## 取扱内容
- 郵便、印紙、ゆうパック、内容証明
- 貯金、為替、振替、振込、国際送金、国債、投資信託
- 生命保険、バイク自賠責保険、自動車保険
- ゆうちょ銀行ATM
- 大間町内（〒039-46xx）の集配業務

## 風景印
- 図案は大間埼灯台に本州最北端石碑、ハマナス。局名表記は「青森 大間」
- 使用開始日は1976年（昭和51年）9月1日

## 周辺
- 大間町役場
- 大間町立大間小学校
- 高磯崎
- 細間崎
- 大間警察署
- 大間港
- 津軽海峡

## アクセス
- 駐車場あり：4台